# Nils Udo
Nils Udo   (Lauf an der Pegnitz, 1937) és un artista alemany de Baviera que crea art ambiental des dels anys seixanta, quan es va allunyar de la pintura i l'estudi i va començar a treballar amb la natura. Va començar als anys seixanta com a pintor de superfícies tradicionals, a París, però es va traslladar al seu país d'origen a Baviera i va començar a plantar creacions, posant-les en mans de la Natura per desenvolupar-les i, finalment, desaparèixer. A mesura que la seva obra es tornava més efímera, Udo va introduir la fotografia com a part del seu art per documentar-la i compartir-la. Potser l'exemple més conegut del seu treball per al gran públic és el disseny de la portada de l'OVO de Peter Gabriel. Nils-Udo busca oferir una visió mutualista en què la natura com a entorn és un teló de fons omnipresent. En revelar la diversitat en un entorn específic, estableix vincles entre la història humana i natural, entre la natura i la humanitat que sempre hi són, però poques vegades reconegudes. Com a escultor i fotògraf, és un dels artistes més representatius de l'art natura, utilitzant la natura com a material per a l'art.

## Obres i projectes seleccionats
OVO (2000)
Peter Gabrieles va posar en contacte amb Nils Udo per crear una instal·lació per a la portada del seu nou àlbum OVO. Udo va crear una estructura semblant a un niu recolzada per troncs d'arbres, cosa que la feia molt pesada. Dins del niu hi havia el fill d'un empleat del Real World (Estudi a Anglaterra on es va gravar l'àlbum) (El nen, Josh, és fill de Susie Millns del departament d'Art de Real World). Es va fer la fotografia i la instal·lació es va traslladar al jardí proper de Peter Gabriels. Finalment, com que no sabia que fer-ne el jardiner va cremar l'estructura. Això no va molestar Udo, ja que la seva obra és transitòria i hi ha una fotografia que manté l'obra encara viva. Es diu OVO perquè té forma d'ou.
Stone-Age-Man (2001)
Stone-Age-Man és una escultura monumental situada a Wittgensteiner-Sauerland, Alemanya. Udo crea l'efecte d'un temple antic instal·lant al centre de l'estructura un enorme cub de roca emmarcat per una monumental forma arquitectònica de tronc feta de fusta. El monòlit de quarsita pesa gairebé 150 tones i, integrat a la grandiositat pacífica del bosc, forma un monument per si mateix: la seva mida, la seva associació atemporal amb la terra i la seva singularitat. Quan està exposat a aquesta poderosa entitat, l'espectador experimenta la seva pròpia temporalitat i vulnerabilitat.

## Obres públiques de Nils Udo
- 1998. Bambú, terra, taronges, llimes i llimones, per veure el lloc del treball es a Red Rock Canyon, Califòrnia.
- Le Nid de Frene (niu de cendra) 1994. Tècnica mixta, per veure el lloc del treball es al Parc du Chateau de Bailleul, França.
- La flor blava: paisatge per a heinrich von Ofterdingen 1993-96. Plantació de 10.000 flors silvestres a Múnic, Alemanya.
- La granota 1994. Bassa, lents d'aigua, fulles mortes, i les fulles de falguera, per veure el lloc del treball es al bosc de Marchiennes, França.
- La flor blava: paisatge per a heinrich von Ofterdingen 1993-96. Plantació de 10.000 flors silvestres a Múnic, Alemanya.
- Tadpole Willow 1994. Fulles de falguera i fang, per veure el lloc del treball es a Marchiennes, França.
- 1994. Roca, calèndules, cadenes de flors i pedres. Al Jardin de Paradis
- 1979. Tronc d'arbre, pedra, ginesta, per veure el lloc del treball es a prop de Bad Munster, Alemanya.

## Exposicions
- 2003: Galerie Claire GASTAUD
- 2007: Galerie Claire GASTAUD
- 2008: Galerie Claire GASTAUD, Galerie Pierre-Alain Challier, Paris
- 2010: Galerie Claire GASTAUD, Galerie Pierre-Alain Challier, Paris Exposició de Pintures i Fotografies a l'abril

## Galeria d'imatges

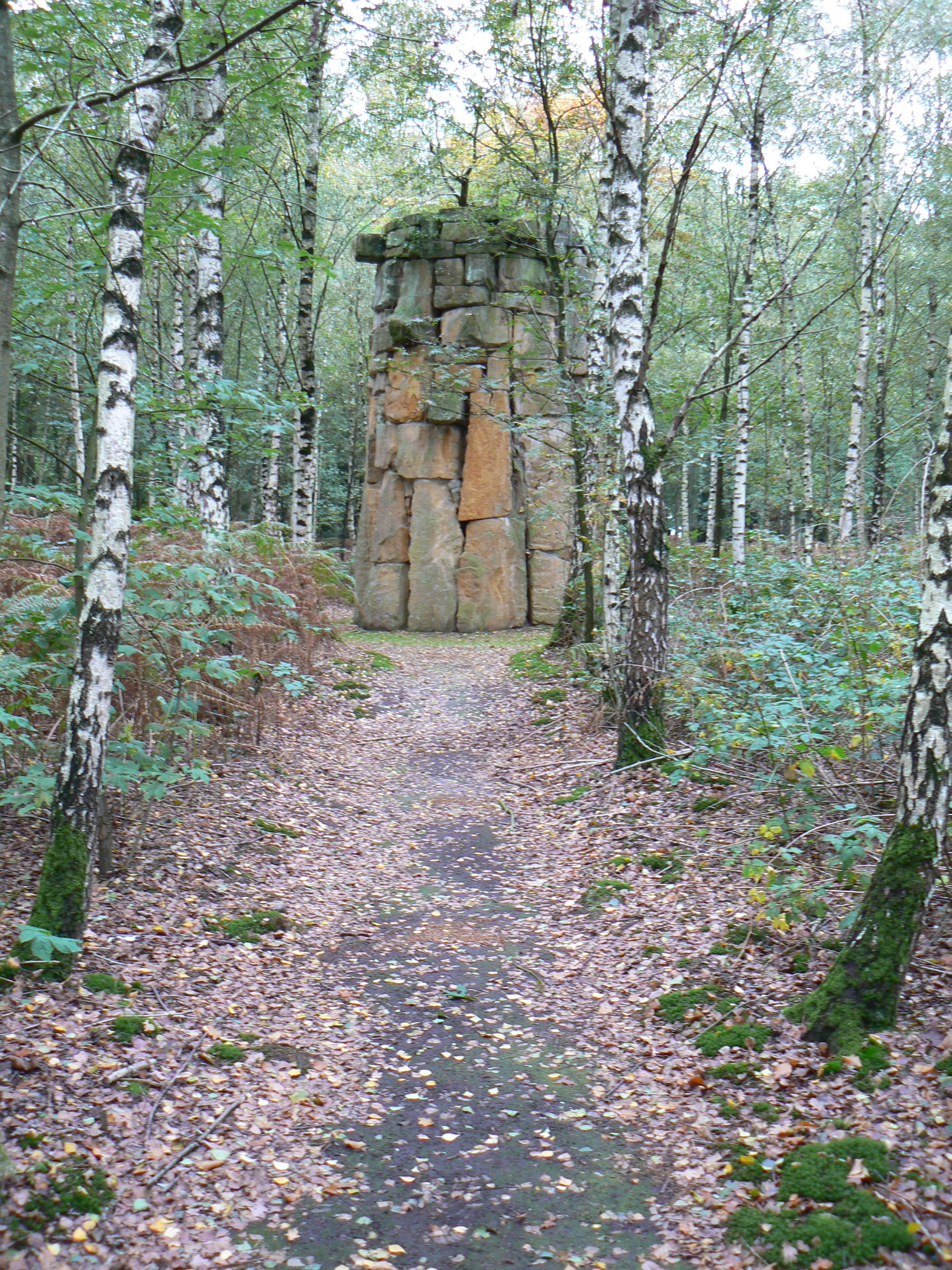
escultura Der Turm (1982)
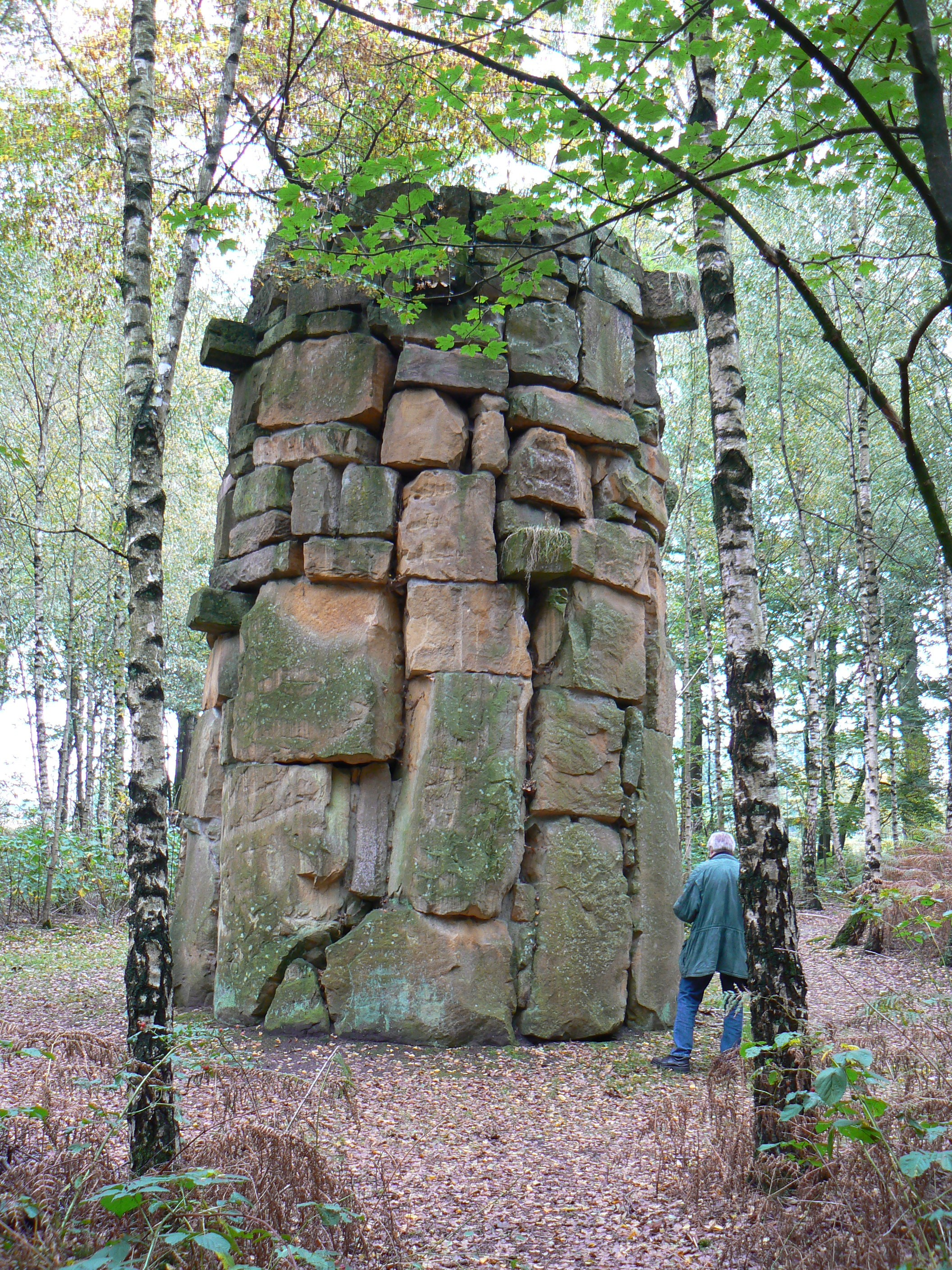
escultura Der Turm (1982)
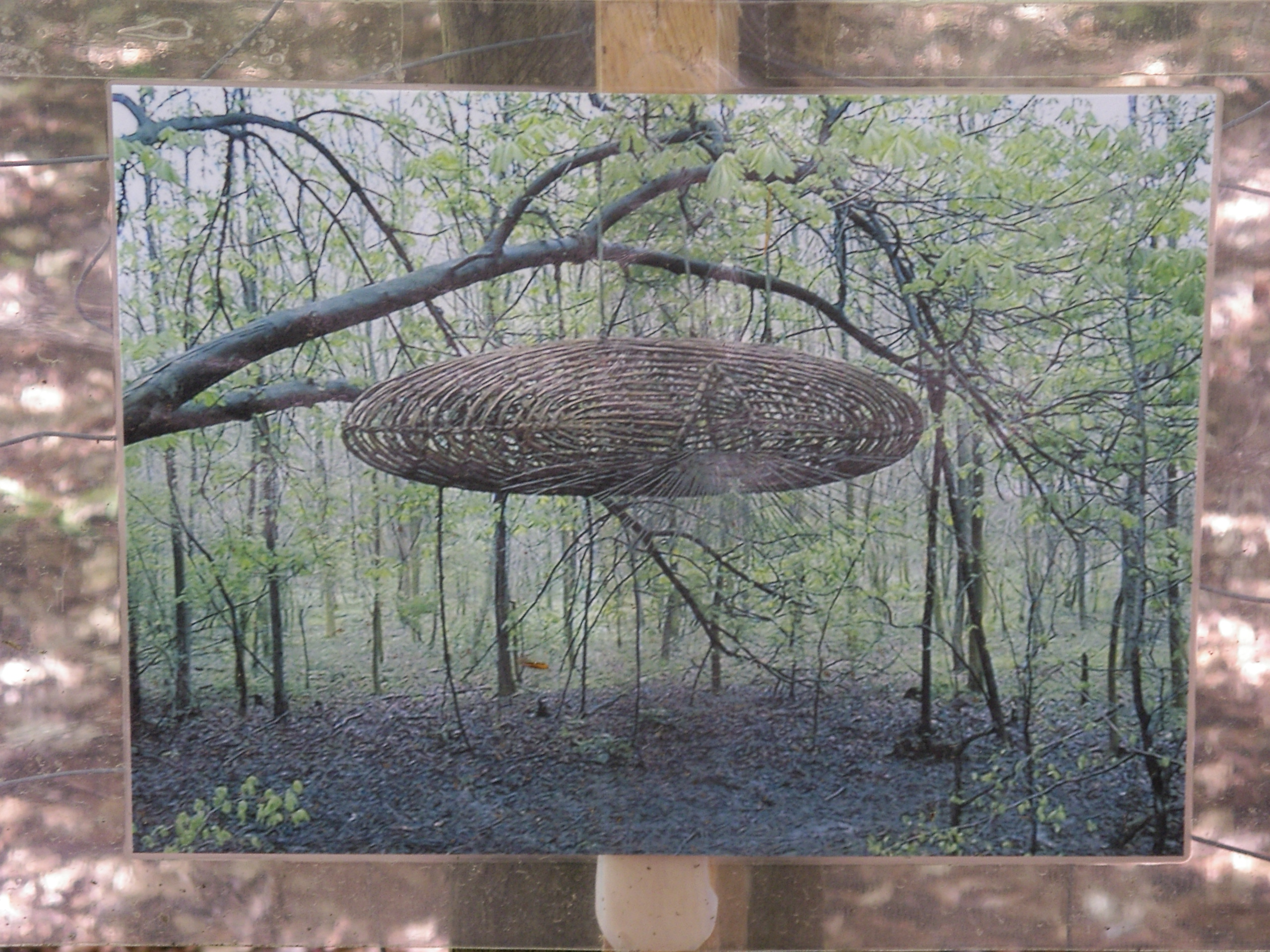
Foto a la zona de l'obra d'art "Habitat" que ja no existeix (destruïda pel vandalisme)
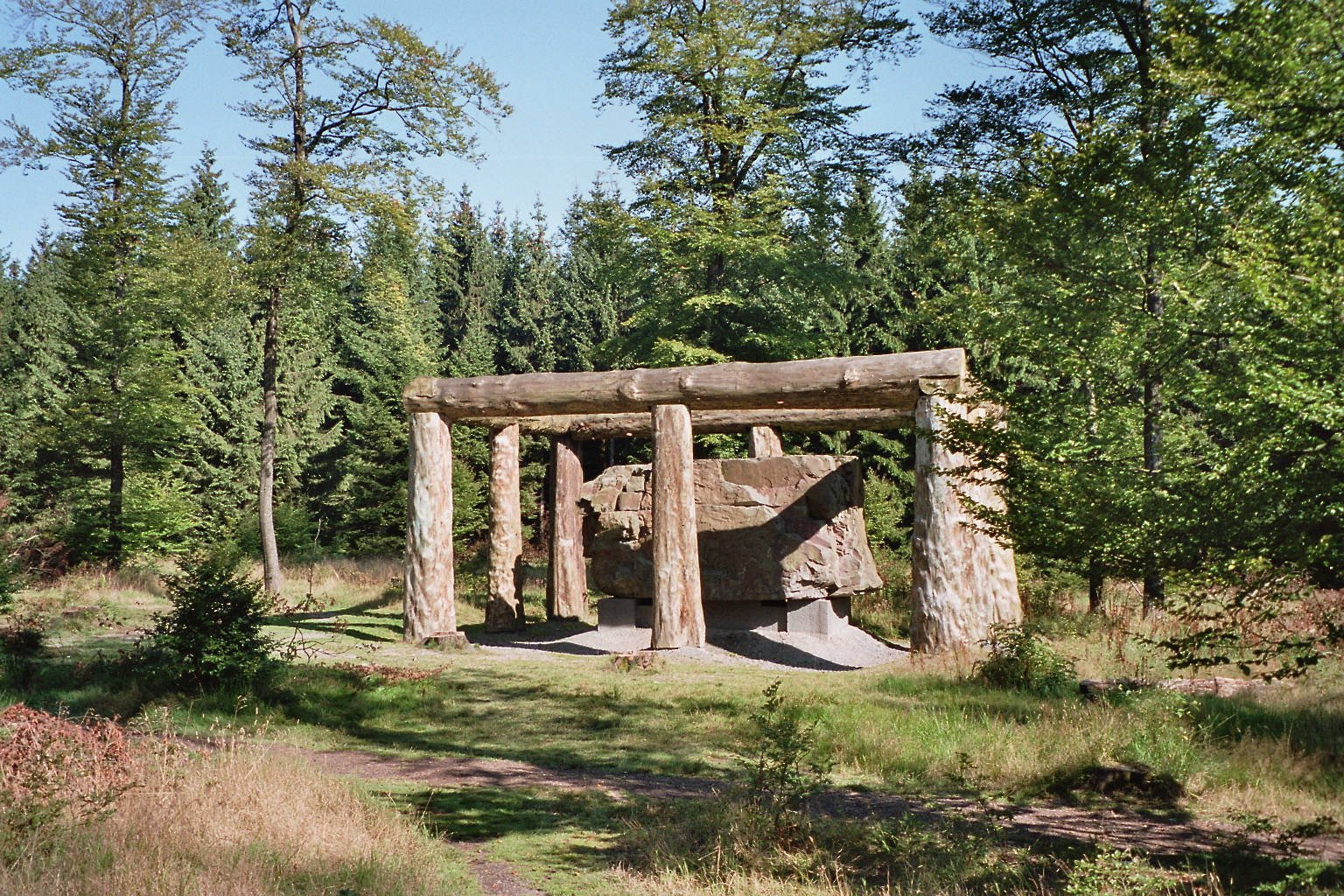
Escultura "Stein-Zeit-Mensch"
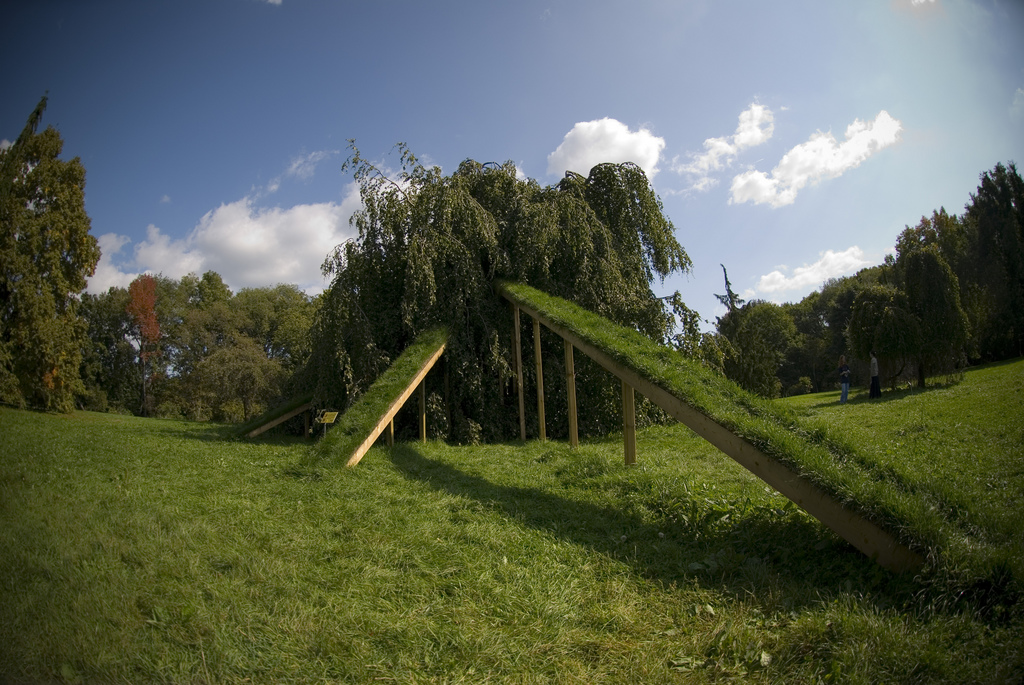
Art de la Terra